# Горный Ливан (эмират)
Эмира́т Горный Ливан — эмират, существовавший в горных районах южной части современного Ливана в период с 1516 по 1840 год.

## История

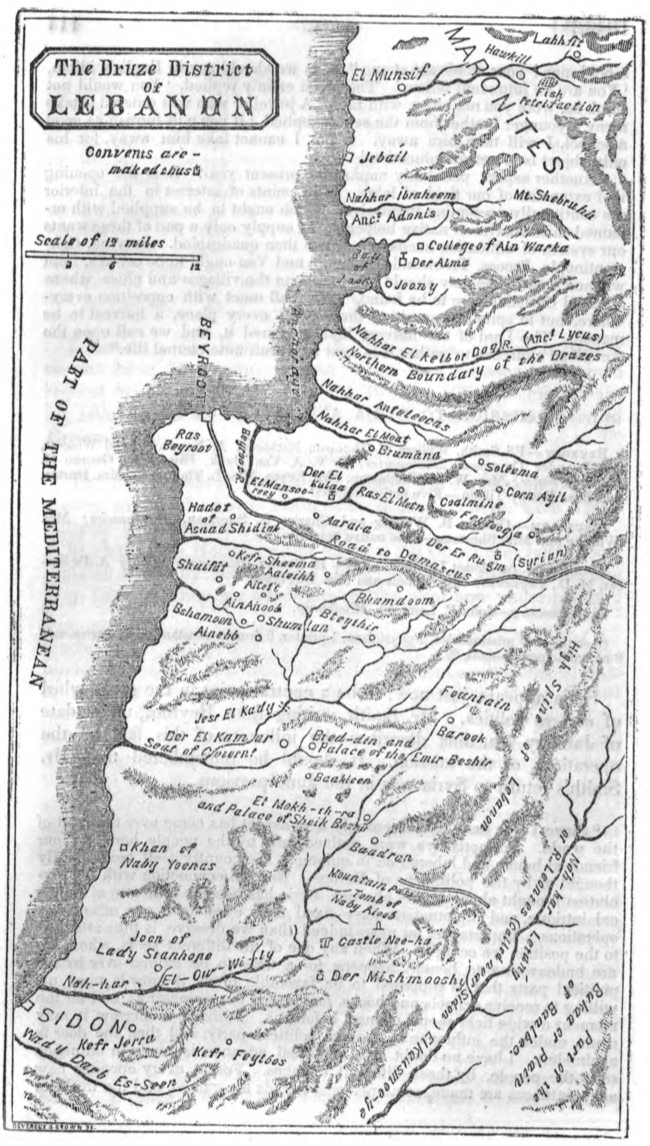
Средневековый Ливан

После победы над мамлюками в битве при Мардж Дабик османский султан Селим I даровал земли в южном Ливане Фахру аль-Дину I из династии Маанидов. На этих землях был создан Имарат аль-Шуфа. Фахр аль-Дин I был вассалом Порты и выполнял на своей территории обязанности по сбору налогов для султана. Фахр аль-Дин I, так и Фахр аль-Дин II значительно расширили территорию первоначального Имарата аль-Шуфа. В 1613 году по приказу Фахр аль-Дина II резиденция Маанидов перенесена из Бааклина в Дейр-эль-Камар. Мааниды правили Горным Ливаном с 1516 по 1697 год, когда последний из этого рода эмир Ахмад умер не оставив мужского потомства. После этого вассалы эмирата выбрали новым эмиром Хайдара аль-Шехаба. Правление династии Шехаб длилось с 1697 по 1840 год. В 1840 году территория эмирата была захвачена англо-турецкими войсками, а последний эмир Башир II был сослан в ссылку.